# Státní hranice Česka

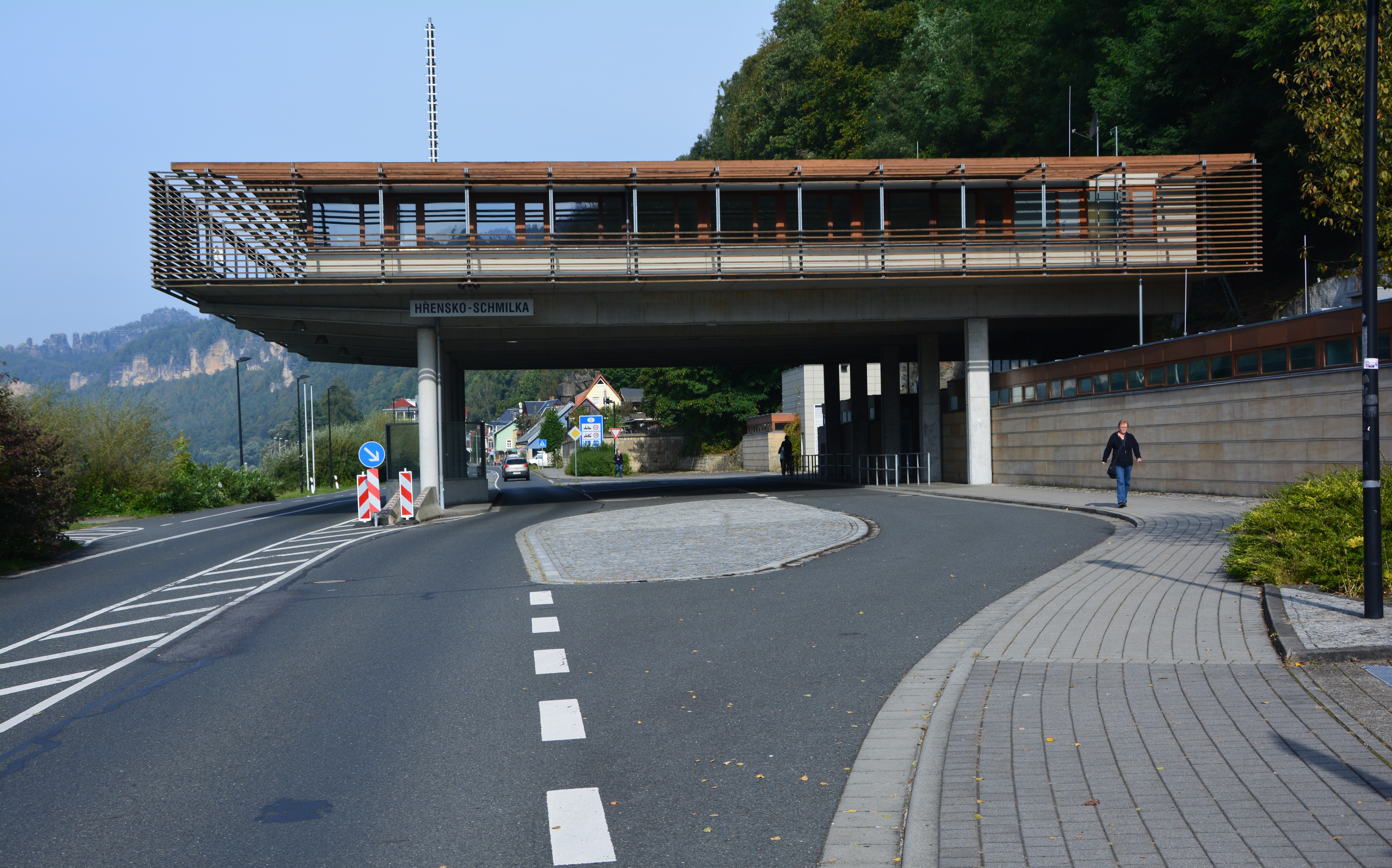
Hraniční přechod Hřensko – Schmilka

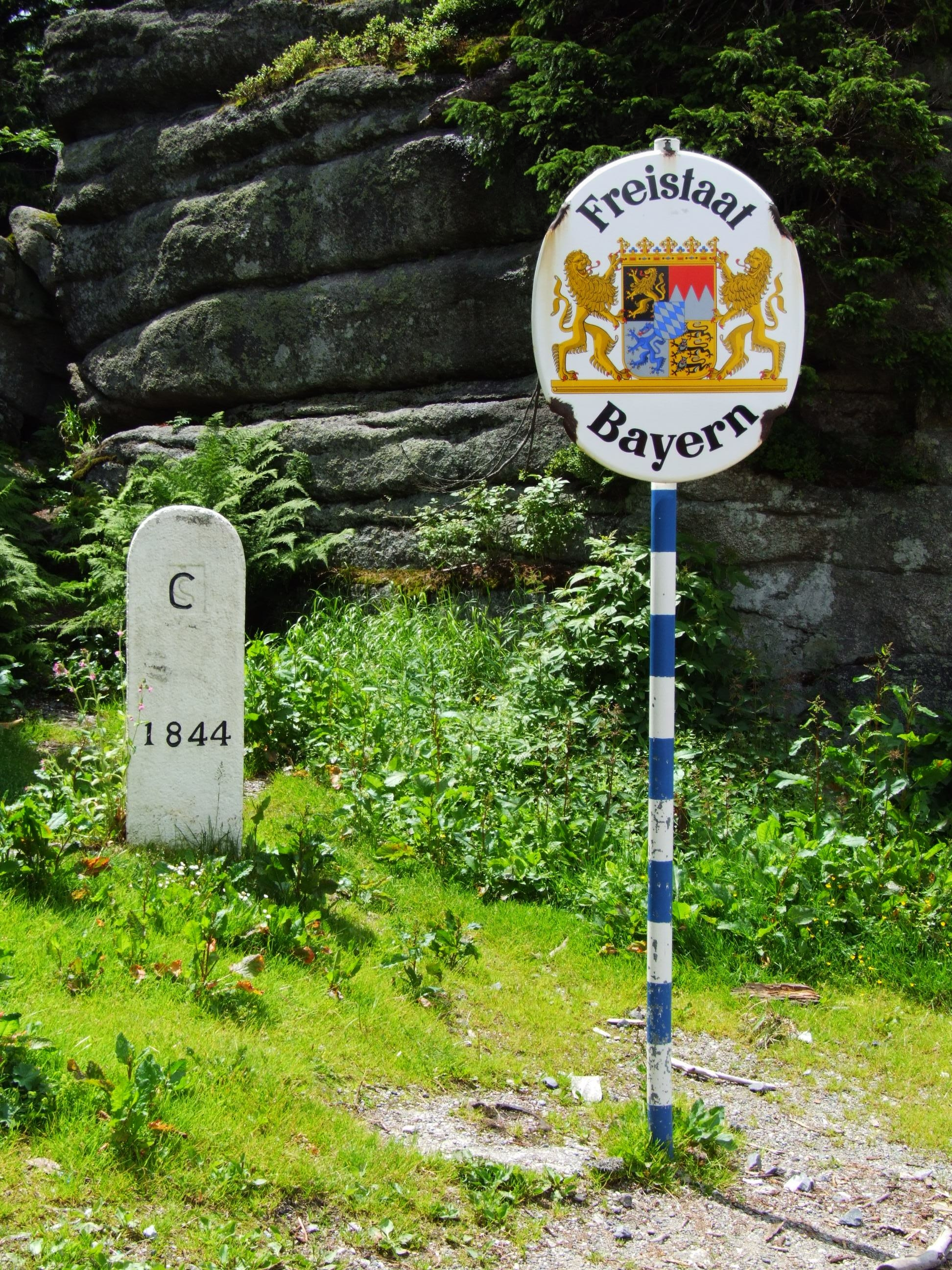
Česko-bavorská hranice Třístoličník

Státní hranice České republiky ohraničuje celé území republiky, neboť Česko je vnitrozemský stát. Celková délka hranic České republiky činí 2 326 871 m a je osazena 38 643 hraničními znaky. Česko hraničí s těmito čtyřmi zeměmi:
- Německo – Česko-německá státní hranice 818 949 m[1]
- Polsko – Česko-polská státní hranice 795 781 m[1]
- Slovensko – Česko-slovenská státní hranice 251 762 m[1]
- Rakousko – Česko-rakouská státní hranice 460 379 m[1]

Současná podoba státní hranice vychází z roku 1997, kdy došlo k úpravě hranic se Slovenskou republikou. Do té doby se hranice složitě klikatila podél regulovaného toku řeky Moravy, přičemž v zásadě sledovala její původní tok, a součástí Česka byla Osada U Sabotů. Do roku 1990 bylo před hranicemi se Západním Německem a Rakouskem umístěno tzv. hraniční pásmo, které bylo téměř vysídlené a sloužilo pouze pro bezpečnostní účely. Po pádu tzv. železné opony bylo hraniční pásmo revitalizováno, uzavřená místa byla obnovena a otevřela se převážně pro turisty (například na Šumavě nebo v Podyjí). Počet hraničních přechodů se na této straně také zvýšil a navýšil.
Od 1. května 2004, kdy je republika členem EU, se zjednodušil provoz na hranicích, zrušily se celní kontroly a odpadly tak dlouhé kolony vozidel. Po začlenění země do Schengenského systému (21. prosince 2007) pak kontroly odpadly úplně a hranicemi je možné procházet zcela bez zastavení. Hranice je možné volně překračovat i mimo hraniční přechody, pokud tomu nebrání jiný zájem, například ochrana přírody. V případě potřeby však země může své hranice opět dočasně uzavřít.

## Charakter hranice
Dnešní hranice České republiky vycházejí z historického základu, z větší části už středověkého. Severovýchodní hranice Českého Slezska s dnešním Polskem existuje od poloviny 18. století. Poslední větší úpravy proběhly po první světové válce, kdy při vzniku Československa získaly České země malá území od Rakouska (Vitorazsko, Valticko, Dyjský trojúhelník) a tehdejšího Německa (Hlučínsko) a byla stanovena česko-polská hranice v Těšínsku.
Za relativní stálost vděčí české hranice i své geografické povaze – z větší části jsou vedeny po přirozených překážkách, jako jsou horské masivy nebo (v mnohem menší míře) vodní toky. Konkrétně je to od jihozápadu přes severozápad na severovýchod pás pohoří Novohradské hory, Šumava, Český les, Smrčiny (okrajově), Krušné hory, Labské pískovce, část Labských pískovců – České Švýcarsko, Lužické hory, Jizerské hory, Krkonoše, Broumovská vrchovina, Orlické hory, Králický Sněžník, Rychlebské hory, a na jihovýchodě pak Bílé Karpaty, Javorníky, Moravskoslezské Beskydy a Českomoravská vrchovina (opravdu velmi malý kousek). Říční hranice nalezneme především na Moravě a ve Slezsku; části státní hranice vedou zejména po Dyji, Moravě, Olši a Opavě.

## Právní úprava

### Mezinárodní smlouvy
Vedení státních hranic vychází z dvoustranných mezinárodních smluv. Aktuálně platné (ve znění pozdějších smluv) jsou tyto:
- Smlouva mezi Československou socialistickou republikou a Rakouskou republikou o společných státních hranicích ze dne 21. prosince 1973, uveřejněná pod č. 95/1975 Sb.[2]
- Smlouva mezi Českou republikou a Spolkovou republikou Německo o společných státních hranicích ze dne 3. listopadu 1994, uveřejněná pod č. 266/1997 Sb.[3]
- Smlouva mezi Českou republikou a Polskou republikou o společných státních hranicích ze dne 17. ledna 1995, uveřejněná pod č. 181/1996 Sb.[4]
- Smlouva mezi Českou republikou a Slovenskou republikou o společných státních hranicích ze dne 25. června 2023, uveřejněná pod č. 246/2024 Sb.[5]

Kromě vedení hranic tyto smlouvy řeší řeší také jejich vyznačení v terénu, odpovědnost za jejich údržbu, práci hraničních komisí, vypracování hraničního dokumentárního díla, pravidelnou revizi a tak dále. Aby mohly mezinárodní smlouvy vstoupit v platnost, podléhají schválení (ratifikaci) Parlamentem České republiky a prezidentem republiky.

### Zákon o státních hranicích
Aby mohl stát zabezpečit své závazky plynoucí z mezinárodních smluv, byl přijat zákon č. 312/2001 Sb., o státních hranicích, který pověřuje Ministerstvo vnitra ČR, k výkonu těchto povinností.

### Změny státních hranic
Dle Ústavy České republiky (čl. 11) „území České republiky tvoří nedílný celek, jehož státní hranice mohou být měněny jen ústavním zákonem.“  Vzhledem k tomu, že součástí ústavního pořádku jsou i zákony meziválečného Národního shromáždění ČSR i poválečného Národního shromáždění ČSR, Národního shromáždění ČSSR i Federálního shromáždění a České národní rady, upravující státní hranice, je v současné době státní hranice definována těmito zákony:
- ústavní zákon č. 102/1930 Sb. z. a n. z 11. 6. 1930, o úpravě státních hranic s Německem, Rakouskem a Maďarskem
- ústavní zákon č. 205/1936 Sb. z. a n. z 8. 7. 1936, o úpravě státních hranic s Německem
- ústavní zákon č. 62/1958 Sb. z 17. 10. 1958, o konečném vytyčení státních hranic s Polskou lidovou republikou – změna hranice nabylo účinnosti ke 14. únoru 1959 [7]
- ústavní zákon ČNR č. 30/1974 Sb. z 9. 4. 1974, o souhlasu ke změnám hranic České socialistické republiky
- ústavní zákon č. 66/1974 Sb. z 25. 6. 1974, o změnách státních hranic s Rakouskou republikou
- ústavní zákon ČNR č. 121/1981 Sb. z 17. 12. 1981, o souhlasu ke změnám hranic České socialistické republiky s Německou demokratickou republikou
- ústavní zákon č. 37/1982 Sb. z 31. 3. 1982, o změnách státních hranic s Německou demokratickou republikou
- ústavní zákon ČNR č. 43/1988 Sb. z 12. 4. 1988, o souhlasu ke změnám hranic České socialistické republiky na hraničních vodních tocích s Polskou lidovou republikou
- ústavní zákon č. 169/1988 z 9. 11. 1988, o změnách průběhu státních hranic na hraničních vodních tocích s Polskou lidovou republikou
- ústavní zákon č. 74/1997 Sb. z 19. 3. 1997, o změnách státních hranic se Slovenskou republikou
- ústavní zákon č. 76/2004 Sb. z 22. 1. 2004, o změnách státních hranic s Rakouskou republikou
- ústavní zákon č. 633/2004 Sb. z 25. 11. 2004, o změnách státních hranic se Spolkovou republikou Německo
- ústavní zákon č. 235/2012 Sb. z 14. 6. 2012, o změnách státních hranic s Rakouskou republikou

Tyto ústavní zákony vyjadřují souhlas parlamentu s uzavřenou mezinárodní smlouvou o změně státních hranic.

### Definice
Státní hranice oddělují výsostné území České republiky od území sousedních států jak na zemském povrchu, tak svislým směrem ve vzdušném prostoru i pod zemským povrchem, v nadzemních i podzemních stavbách a zařízeních. Čáru státních hranic tvoří souvislá množina bodů, které určují průběh státních hranic na zemském povrchu a jejichž polohu lze určit z hraničního dokumentárního díla.
Dle smlouvy mezi Českou a Slovenskou republikou ze dne 9. listopadu 2023 o státních hranicích jsou státní hranice definovány jako „plocha, která vertikálně prochází hraniční čarou po zemském povrchu a odděluje území obou států, jejich vzdušný prostor, prostor pod zemským povrchem, nadzemní a podzemní stavby a zařízení všeho druhu.“ Obdobná definice je i ve smlouvě s Polskem.

## Vyznačení hranic v terénu

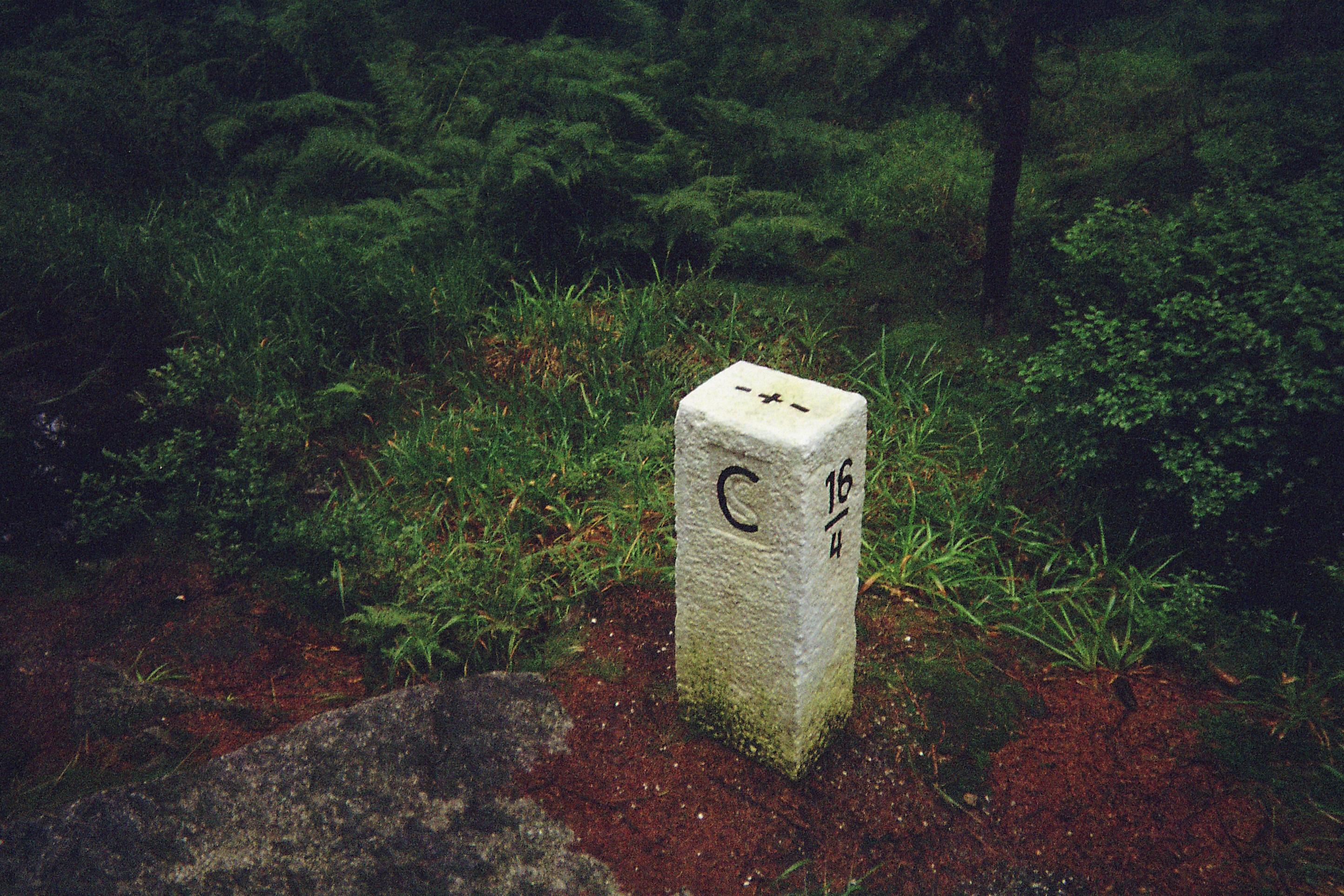
Hraniční znak – hranice mezi Českem a Německem na Šumavě

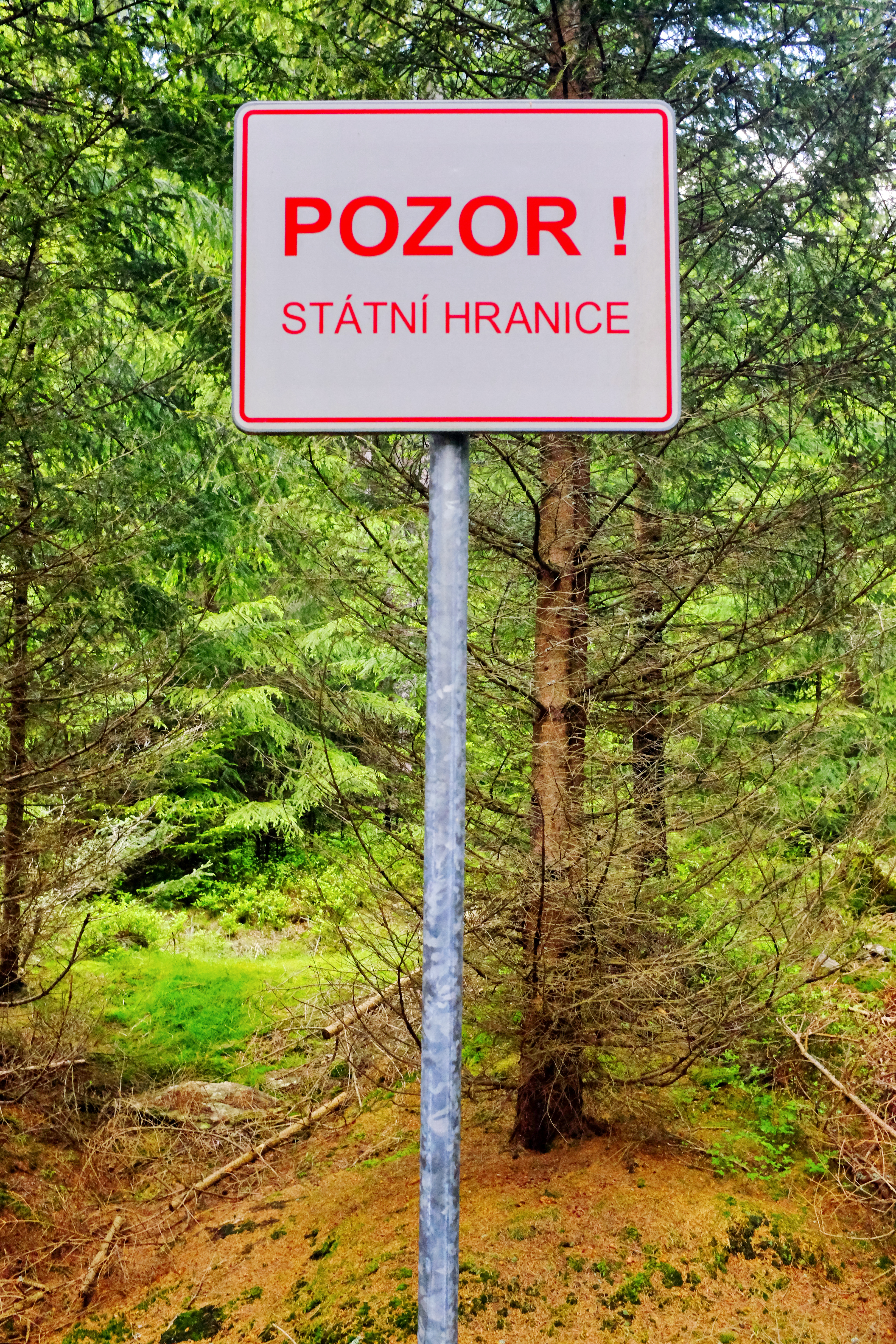
Textová tabule upozorňující na blízkost státních hranic

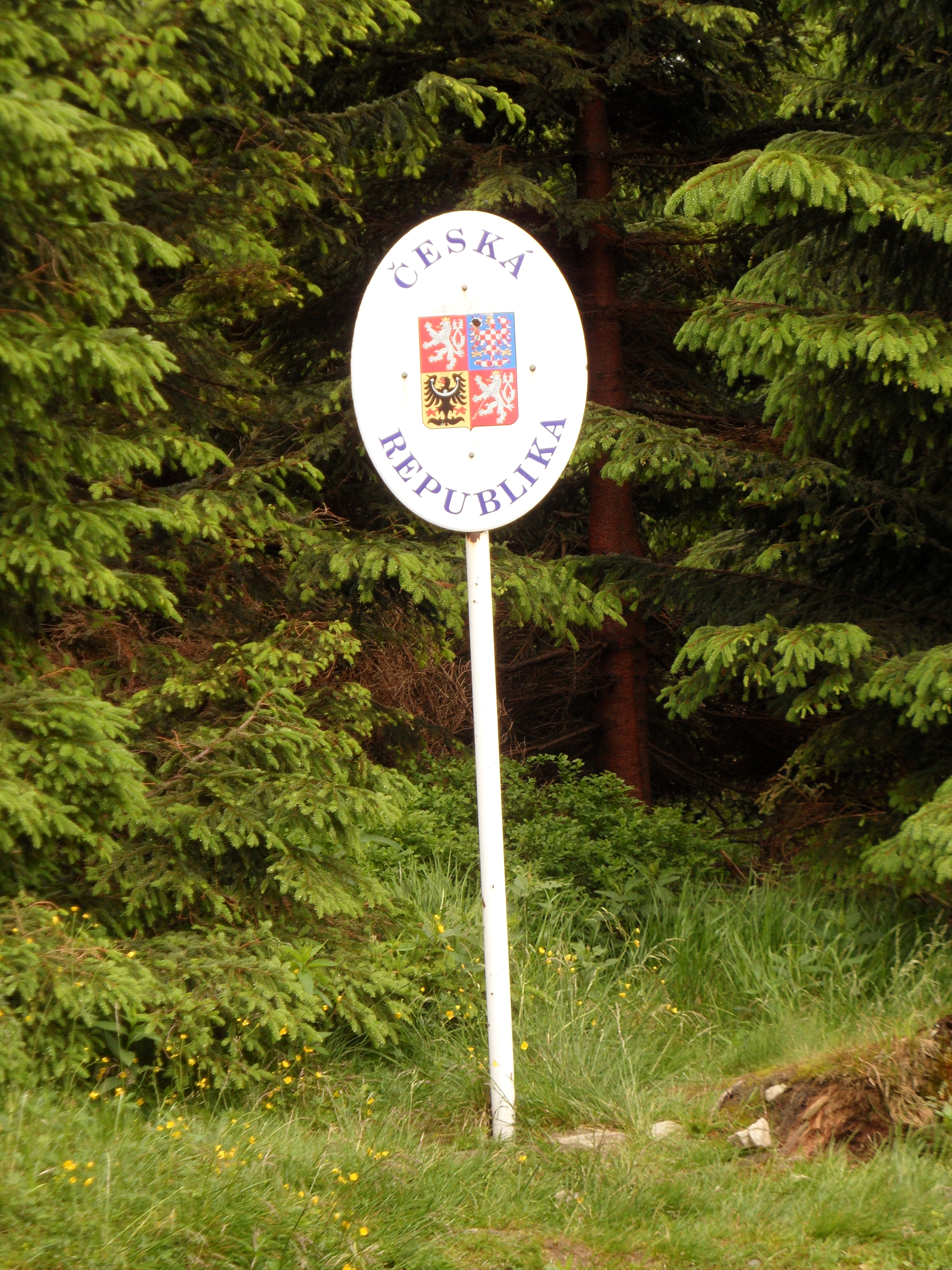
Označení hranic na vstupu do České republiky

Dopravní značka IP 30 (Státní hranice)

Hranice se vyznačují pomocí hraničních znaků (hraničníků). Jejich podobu a polohu určují mezinárodní smlouvy se sousedními státy. Podrobný popis průběhu hranic s umístěním hraničních znaků jsou součástí hraničního dokumentárního díla. Hranice se vyznačují buď přímo, nebo nepřímo.

### Přímé vyznačení
Při přímém vyznačení se hraniční znaky umísťují přímo na linii státní hranice vždy tak, aby byly viditelné alespoň sousední znaky. Na vrchní straně sloupku se nachází křížek a rysky ukazující přesný průběh hranice. Na stranách jsou vyznačena písmena (iniciály) označující příslušný stát (C – Česko, D – Německo, Ö – Rakousko, P – Polsko, S – Slovensko; v případě Německa mohou být též dvě písmena: DB na hranicích s Bavorskem a DS na hranicích se Saskem). Písmeno je na straně obrácené do vnitrozemí příslušné země. Na boční straně je pak číslo hraničního znaku, viditelné ze směru začátku číslování.

### Nepřímé vyznačení
Nepřímé vyznačení se používá, pokud není možné umístit hraniční znaky přímo na hraniční linii, tedy když hranice prochází vodním tokem, příkopem, hraniční cestou a podobně. V takovém případě se znaky umísťují střídavě nebo v párech po obou stranách hranice (například na březích potoka či řeky). Párem znaků se označuje začátek a konec nepřímo značeného úseku. V průběhu úseku je umístění znaků střídavé. Na vrchní straně sloupku se též nachází křížek, avšak bez rysek vyznačujících průběh hranice. Na boku je vyznačená iniciála státu, na jehož území se znak nachází, a to na straně přivrácené k hranici.

### Zařízení upozorňující na průběh hranic
Kromě hraničních znaků se v blízkosti státních hranic umísťují zařízení (cedule) upozorňující na průběh státní hranice. Jednak je to oválná tabule s velkým státním znakem a modrým nápisem ČESKÁ REPUBLIKA. Ta se umísťuje především na místech určených k překračování hranic (silnice, železnice, cesty) a je viditelná při příchodu na české území. Z vnitrozemí na průběh hranic upozorňuje bílá obdélníková tabule s nápisem „POZOR! STÁTNÍ HRANICE“, případně  „POZOR! STÁTNÍ HRANICE PROBÍHAJÍ HRANIČNÍ CESTOU“, „POZOR! STÁTNÍ HRANICE PROBÍHAJÍ HRANIČNÍM VODNÍM TOKEM“, „POZOR! STÁTNÍ HRANICE PROBÍHAJÍ PLAVEBNÍ DRÁHOU“ nebo „POZOR! STÁTNÍ HRANICE PROBÍHAJÍ PO OKRAJI CESTY“,„POZOR! STÁTNÍ HRANICE PROBÍHAJÍ PO BŘEHU VODNÍHO TOKU“. Textová tabule se umísťuje v bezprostřední blízkosti hranic (do 50 metrů). Vlastníci pozemků a nemovitostí povinni umístění těchto zařízení strpět. Musejí je však umístit tak, aby byl vlastník co nejméně omezen a aby nebyla ohrožena stabilita stavby. Vlastníci mohou uplatnit nárok na kompenzaci omezení či újmy vyplývající z umístění zařízení. Obdobná označení umísťují i sousední státy na své straně hraniční linie.
Kromě výše uvedených zařízení se státní hranice vyznačují na pozemních komunikacích dopravní značkou IP 30 (Státní hranice). Na značce je vyznačen název státu, na jehož území přijíždějící vstupuje. Značka může být doplněna dodatkovou tabulkou s vyznačením vzdálenosti ke státním hranicím.

### Hraniční pruh a kruhová plocha
V zájmu zajištění trvalé přehlednosti státních hranic a jejich ochrany zákon zřizuje hraniční pruh podél přímo vyznačené hraniční linie v šíři 1 metr (a stejný je podle smluv zřízen i na opačné straně) a volnou kruhovou plochu o poloměru 1 metr okolo hraničních znaků při nepřímém vyznačení. Ty musejí být udržovány volné (bez vzrostlé vegetace a jiných překážek) a nesmějí se v nich umísťovat žádné stavby (pokud nejsou ve veřejném zájmu, např. silnice či mosty) ani provádět žádné činnosti, které by mohly narušit hraniční znaky či zřetelnost průběhu státních hranic. Mezinárodní smlouvy dělí státní hranice na úseky a stanovují, která ze smluvních stran se o jednotlivé úseky stará. K údržbě hraničních úseků, za které odpovídá česká strana, Ministerstvo vnitra uzavírá smlouvu se soukromými subjekty.

## Hraniční dokumentární dílo
Hraniční dokumentární dílo je soubor geodetických a popisných údajů o státních hranicích. Vytváří se na základě mezinárodní smlouvy po vytyčení hranic v terénu. Je to rozsáhlý soubor dokumentů, které podrobně popisují průběh státních hranic. Zahrnuje nákresy, mapy a údaje o přesné poloze jednotlivých hraničních znaků. Dílo vytváří hraniční stálá hraniční komise, do níž své zástupce jmenují obě země, jejichž hranic se dokumentace týká. Obsah a formu stanovuje mezinárodní smlouva. Protože se jednotlivé smlouvy se sousedními státy liší a hraniční dokumentace vznikala v různých obdobích, není forma jednotlivých děl zcela totožná. Pro státní hranice s Polskem, Rakouskem a Slovenskem existuje vždy jedno hraniční dokumentární dílo. V případě Německa jsou z historických důvodů díla dvě: zvlášť pro úsek hranic se Svobodným státem Sasko (hranice s bývalou Německou demokratickou republikou) a úsek se Svobodným státem Bavorsko.
Dílo se vytváří vždy dvojjazyčné verzi, ve dvou originálních provedeních a jako součást mezinárodní dohody, ratifikované oběma státy. Originální dokumentace je uložena na ministerstvu vnitra obou zemí. Hraniční komise v pravidelných intervalech (mezi úseky hranic s jednotlivými státy se tyto intervaly liší) kontrolují průběh hranice a stav hraničních znaků. Na základě toho revidují hraniční dílo a případně navrhují úpravu státních hranic. Protokoly o revizích hranic a činnosti komise jsou součástí dokumentace.

## Ochrana státních hranic a jejich překračování
Česko je stejně jako všechny sousední státy členem Schengenského prostoru, který zajišťuje volný pohyb osob a zboží. Všechny hranice Česka jsou tzv. vnitřními hranicemi, které je možné kdekoliv překračovat bez nutnosti kontroly. Výjimkou jsou místa, kde volnému překračování brání jiné důvody, jako je ochrana přírody. V národních přírodních rezervacích a klidových územích národních parků je možné se pohybovat pouze po vyznačených cestách, což na některých místech brání volnému přístupu k hraniční čáře. Hranice nejsou střeženy, jako tomu bylo v minulosti (do 20. 12. 2007), kdy je bylo možné překračovat pouze na místech k tomu určených. Policie kontrolovala osoby na hraničních přechodech a prováděla opatření proti nedovolenému překračování hranic mimo hraniční přechody.
Vnějšími hranicemi Schengenského prostoru jsou v Česku mezinárodní letiště, kde jsou zřízeny hraniční přechody, na nichž probíhá kontrola osob.
Pokud to vyžaduje bezpečnost státu či veřejný pořádek, může vláda opatřením obecné povahy dočasně obnovit ochranu státních hranic, stanovit místa, na kterých je možné je překračovat, a provádět na nich kontrolu osob. Tyto kontroly a ochranu hranic zajišťuje Policie české republiky. Ta může v blízkosti hranice umísťovat bezpečnostní prostředky (překážky) k zabránění nedovolenému překročení hranic. V případě bezprostřední vážné hrozby může mimořádné opatření dočasně zavést ministerstvo vnitra, avšak nejdéle na 5 dní. Má-li kontrola hranic trvat déle, musí další opatření k tomu vydat vláda. Podobně mohou postupovat i vlády sousedních států.